# Freddie Woodman
Frederick John Woodman, detto Freddie Woodman (Londra, 4 marzo 1997), è un calciatore inglese, portiere del Liverpool.

## Caratteristiche tecniche
Abile nelle uscite, oltre a essere reattivo e dotato di un buon slancio, Woodman per merito della sua buona respinta è capace di proteggere la porta anche dalle palle calciate con potenza oltre che dai tiri effettuati dalla lunga distanza. Sfrutta bene anche gambe e piedi, grazie al suo buon senso della posizione può eseguire i propri interventi anche con movimenti contenuti. Si distingue pure come para-rigori.

## Carriera

### Club

#### Crawley Town e Kilmarnock
Gioca fino al 2013 nelle giovanili del Crystal Palace, mentre nella stagione 2013-2014 milita in quelle del Newcastle Utd, che nell'estate di quell'anno lo cede in prestito all'Hartlepool Utd, formazione di Football League Two (la quarta divisione inglese); i bianconeri dopo poco più di un mese interrompono il prestito, e Woodman, che con l'Hartlepool United non aveva ancora esordito in partite ufficiali, termina la stagione 2014-2015 come terzo portiere del Newcastle. Nella stagione 2015-2016 viene ceduto in prestito per alcuni mesi al Crawley Town, con cui esordisce tra i professionisti subendo 17 reti in 11 presenze in League Two, a cui aggiunge anche una presenza in Coppa di Lega; il 29 ottobre 2015 ritorna al Newcastle, con cui termina la stagione ricoprendo nuovamente il ruolo di terzo portiere. Trascorre col medesimo ruolo anche la prima parte della stagione 2016-2017, disputata nella seconda divisione inglese a causa della retrocessione subita nell'anno precedente; il 9 gennaio 2017 viene ceduto in prestito al Kilmarnock, nella prima divisione scozzese, campionato nel quale gioca da titolare collezionando 14 presenze, oltre ad un'ulteriore presenza in Coppa di Scozia. 

#### Aberdeen e Swansea City
In seguito ha giocato in prestito anche all'Aberdeen (nuovamente nella prima divisione scozzese) ed ai gallesi dello Swansea City dove, nelle due stagioni in cui ha militato nella squadra, è stato schierato come portiere titolare nella seconda divisione inglese. N

#### Newcastle Utd e Bournemouth
Nella stagione 2021-22 ritorna al Newcastle dopo che gli "Swans" non lo riscattano. Giocherà le prime 4 partite di campionato e un match di FA Cup, prima di infortunarsi all'anca rimanendo fuori per 4 mesi; ritornato a disposizione, viene mandato in prestito al Bournemouth per 6 mesi, dove viene schierato in una sola partita, il 6 febbraio 2022 perdendo per 1-0 contro il Boreham Wood.

#### Preston N.E. e Liverpool
Il 1º luglio 2022 viene ufficializzato l'acquisto da parte del Preston N.E., per una cifra intorno ai 9 milioni di euro. Nella Football League Cup riesce a battere il Fulham, squadra di prima divisione, la partita finisce per 1-1 ma ai rigori il Preston N.E. si impone per 16-15 con Woodman che segna il decimo gol dagli undici metri oltre a parare il tiro di Jorge Cuenca. Durante una partita di campionato finita a reti inviolate contro lo Stoke City subisce invece la sua prima espulsione in un match.
Il 1º luglio 2025 si trasferisce al Liverpool, tornando così a giocare in prima divisione.

### Nazionale
Nel maggio del 2014 vince l'Europeo Under-17, disputato a Malta, con la nazionale inglese dove, nella finale contro i Paesi Bassi che si è conclusa per 1-1, l'Inghilterra vince per 4-1 ai calci di rigore, Woodman para il tiro dal dischetto di Dani van der Moot. Nel 2016 partecipa invece agli Europei Under-19, nei quali l'Inghilterra Under-19 perde per 2-1 la semifinale contro i pari età italiani.
Il 6 ottobre 2016 gioca da titolare nella partita di qualificazione agli Europei Under-21 vinta per 1-0 contro i pari età del Kazakistan.
Nel 2017 viene convocato per partecipare ai Mondiali Under-20, che vince con nazionale inglese venendo anche nominato miglior portiere del torneo sconfiggendo il finale il Venezuela, quando la squadra passa in vantaggio Woodman è determinante per il successo parando un rigore di Adalberto Peñaranda impedendo agli avversari pareggiare e di mantenere il risultato sull'1-0.
Nel 2019 partecipa agli Europei Under-21.

## Statistiche

### Presenze e reti nei club
Statistiche aggiornate all'11 settembre 2021.
| Stagione             | Squadra              | Campionato           | Campionato | Campionato | Coppe nazionali | Coppe nazionali | Coppe nazionali | Coppe continentali | Coppe continentali | Coppe continentali | Altre coppe | Altre coppe | Altre coppe | Totale | Totale |
| Stagione             | Squadra              | Comp                 | Pres       | Reti       | Comp            | Pres            | Reti            | Comp               | Pres               | Reti               | Comp        | Pres        | Reti        | Pres   | Reti   |
| -------------------- | -------------------- | -------------------- | ---------- | ---------- | --------------- | --------------- | --------------- | ------------------ | ------------------ | ------------------ | ----------- | ----------- | ----------- | ------ | ------ |
| 2014-gen. 2015       | Hartlepool Utd       | FL2                  | 0          | 0          | FACup+CdL       | 0+0             | 0               | -                  | -                  | -                  | FLT         | 0           | 0           | 0      | 0      |
| gen.-giu. 2015       | Newcastle Utd        | PL                   | 0          | 0          | FACup+CdL       | 0+0             | 0               | -                  | -                  | -                  | -           | -           | -           | 0      | 0      |
| ago.-ott. 2015       | Crawley Town         | FL2                  | 11         | -17        | FACup+CdL       | 0+1             | -2              | -                  | -                  | -                  | FLT         | 0           | 0           | 12     | -19    |
| ott. 2015-2016       | Newcastle Utd        | PL                   | 0          | 0          | FACup+CdL       | 0+0             | 0               | -                  | -                  | -                  | -           | -           | -           | 0      | 0      |
| 2016-gen. 2017       | Newcastle Utd        | FLC                  | 0          | 0          | FACup+CdL       | 0+0             | 0               | -                  | -                  | -                  | -           | -           | -           | 0      | 0      |
| gen.-giu. 2017       | Kilmarnock           | SP                   | 14         | -15        | SC+CdL          | 1+0             | -1              | -                  | -                  | -                  | -           | -           | -           | 15     | -16    |
| 2017-gen. 2018       | Newcastle Utd        | PL                   | 0          | 0          | FACup+CdL       | 1+0             | -1              | -                  | -                  | -                  | -           | -           | -           | 1      | -1     |
| gen.-giu. 2018       | Aberdeen             | SP                   | 5          | -4         | SC+CdL          | 3+0             | -4              | -                  | -                  | -                  | -           | -           | -           | 8      | -8     |
| 2018-2019            | Newcastle Utd        | PL                   | 0          | 0          | FACup+CdL       | 3+0             | -5              | -                  | -                  | -                  | -           | -           | -           | 3      | -5     |
| 2019-2020            | Swansea City         | FLC                  | 43         | -50        | FACup+CdL       | 0+0             | 0               | -                  | -                  | -                  | -           | -           | -           | 43     | -50    |
| 2020-2021            | Swansea City         | FLC                  | 45+3       | -38 + -3   | FACup+CdL       | 3+1             | -4 + -2         | -                  | -                  | -                  | -           | -           | -           | 52     | -47    |
| Totale Swansea City  | Totale Swansea City  | Totale Swansea City  | 88+3       | -88 + -3   |                 | 4               | -6              |                    | -                  | -                  |             | -           | -           | 95     | -97    |
| 2021-2022            | Newcastle Utd        | PL                   | 4          | -12        | FACup+CdL       | 0+1             | 0               | -                  | -                  | -                  | -           | -           | -           | 5      | -12    |
| Totale Newcastle Utd | Totale Newcastle Utd | Totale Newcastle Utd | 4          | -12        |                 | 5               | -6              |                    | -                  | -                  |             | -           | -           | 9      | -18    |
| Totale carriera      | Totale carriera      | Totale carriera      | 125        | -139       |                 | 14              | -19             |                    | -                  | -                  |             | 0           | 0           | 139    | -158   |

## Palmarès

### Nazionale
- Campionato d'Europa Under-17: 1

Malta 2014
- Campionato mondiale Under-20: 1

Corea del Sud 2017
- Torneo di Tolone: 1

2018

### Individuale
- Guanto d'oro del campionato mondiale di calcio Under-20: 1

Corea del Sud 2017